# Ненад Пуљезевић
Ненад Пуљезевић (Београд, 13. март 1973) је бивши српски и мађарски рукометаш. Играо је на позицији голмана.

## Каријера
Пуљезевић је каријеру почео у београдском БАСК-у. Он је у овом клубу био од 1986. до 1990. након чега је прешао у Црвену звезду. Поред Црвене звезде играо је и за Партизан, као и за Ловћен са којим је освојио две титуле првака СР Југославије и један Куп. Најдужи период у играчкој каријери је провео у мађарском Пик Сегеду, од 2002. до 2009. године. Током лета 2009. се вратио у српски рукомет и потписао за Колубару. Међутим, већ у октобру исте године је напустио клуб из Лазаревца. Прешао је затим у немачког бундеслигаша Хановер, да би након четири сезоне у овом клубу одлучио да заврши играчку каријеру. Ипак, поново се активирао 2014. у немачком друголигашу Хитенбергу, а затим је прешао у швајцарски Кадетен Шафхаузен. У сезони 2015/16. је играо за немачки ТуС 04 Кајзерлаутерн-Дансенберг.
Са репрезентацијом СР Југославије је освојио бронзану медаљу на Светском првенству 2001. у Француској. Играо је за СР Југославију и на Европском првенству 2002. у Шведској (10. место). Од 2007. до 2010. је наступао за репрезентацију Мађарске. За Мађарску је играо на два Светска првенства (2007. и 2009) и два Европска првенства (2008. и 2010). Највећи успех остварили су на Светском првенству 2009. године, шесто место.

## Клупски успеси
Партизан
- Првенство СР Југославије (1) : 1994/95.

Црвена звезда
- Првенство СР Југославије (2) : 1996/97, 1997/98.

Ловћен
- Првенство СР Југославије (2) : 1999/00, 2000/01.
- Куп СР Југославије (1) : 2001/02.

ПИК Сегед
- Првенство Мађарске (1) : 2006/07.
- Куп Мађарске (2) : 2005/06, 2007/08.

Кадетен Шафхаузен
- Првенство Швајцарске (1) : 2014/15.